# Tetrisaaret (ö i Norra Karelen, Pielisen Karjala)
Tetrisaaret är en ö i Finland. Den ligger i sjön Viekijärvi och i kommunen Lieksa i den ekonomiska regionen  Pielinen-Karelen  och landskapet Norra Karelen, i den östra delen av landet, 400 km nordost om huvudstaden Helsingfors. Öns area är 0,2 hektar och dess största längd är 80 meter i sydväst-nordöstlig riktning.  Notera att namnet antyder att det är fråga om flera öar.